# Digonogastra excurata
Digonogastra excurata är en stekelart som först beskrevs av Cameron 1887.  Digonogastra excurata ingår i släktet Digonogastra och familjen bracksteklar. Inga underarter finns listade i Catalogue of Life.